# Gontowa (góra)
Gontowa (niem. Schindelberg) – wzniesienie (723 m n.p.m.) w Sudetach Środkowych, w paśmie Gór Sowich, we Wzgórzach Wyrębińskich.

## Położenie i opis
Wzniesienie położone jest w północno-zachodniej części Wzgórz Wyrębińskich, na południowy zachód od miejscowości Sokolec. Szczyt jest najwyższym wzniesieniem Wzgórz Wyrębińskich. Wznosi się w północnej części Koziego Grzbietu i stromym Sowim Zboczem opada na wschód do doliny Sowiego Potoku.
Gontowa zbudowana jest z utworów czerwonego spągowca: piaskowców, zlepieńców i łupków, w których występują niewielkie pokłady węgla kamiennego. Skały te należą do północnego skrzydła niecki śródsudeckiej.
Szczyt w większości porośnięty lasem świerkowym i świerkowo-bukowym regla dolnego.

## Historia
W okresie II wojny światowej w zboczach góry prowadzono zakrojone na dużą skalę roboty górniczo-budowlane. W wyniku tych prac powstał Kompleks Gontowa złożony z podziemnych hal i 4 sztolni o długości 150 m połączonych przecznicą o długości około 100 m.
W zboczu góry w związku z poszukiwaniem uranu w Sudetach wydrążono w 1957 roku przez Grupę Poszukiwawczą Zakładów Przemysłowych R-1 w Kowarach upadową „Kazimierz” o długości ponad 300 metrów. Stwierdzono występowanie rud uranu, ale ze względu na jego małą zawartość nie podjęto wydobycia. W 1959 roku upadową „Kazimierz” przejęła KWK "Nowa Ruda", w której eksploatowała węgiel kamienny tylko przez rok. W późniejszym okresie upadową przebudowano i eksploatację prowadzono do 1974 roku wydobywając przeciętnie 30-40 tys. t węgla rocznie.

## Szlaki turystyczne
Przez wschodnie i północno-wschodnie zbocza Gontowej prowadzi szlak turystyczny:
- zielony – ze Świerków Dolnych na Wielką Sowę, przez Sokolec[1].